# Terme Topolšica
Terme Topolšica so sodoben  zdraviliški in rekreacijski center pri naselju Topolšica.

## Geografija
Terme ležijo v šaleški dolini na višini 395 mnm, okoli 10 km severozahodno od Velenja ob potoku Toplica, v vasi, ki je razložena po gozdnatih pobočjih na višini 370 do 900 mnm. Kraj ima srednjegorsko podnebje z veliko sončnimi urami in čistim zrakom. Najvišji vrh je Lom 884mNV na katerem stoji piramida. Na podlagi raziskave podjetja Erico Velenje je bilo ugotovljeno, da se na pobočju Topolšice imenovanem Lom nahaja največ metuljev v Sloveniji. Zabeleženih je bilo 456 vrst metuljev, med njimi je bilo tudi nekaj alpskih, ki so značilni za višje nadmorske višine in nekaj toplozračnih, kateri se drugače nahajajo na Krasu in primorski.

## Zgodovina
Termalni izvir je bil znan že v 16. stoletju. V letih po 1617 se je nad njim navduševal ljubljanski škof Tomaž Hren. Za javnost so bile toplice odprte 1838. Prve zgradbe za sezonske goste so bile postavljene 1839. Ob prelomu 20. stoletja pa je pričelo v toplicah delovati strokovno vodeno »fizikalno-doetno zdravilišče«.

## Naravno zdravilni sredstvo
Terme Topolšica so naravne akratoterme  -  hidrokarbonatne natrijeve in magnezijeve hipoterme s temperaturo vode 32ºC

## Indikacije
Poškodbe lokomotornega ustroja, degenerativne bolezni hrbtenice, in spondilozni sindrom, degenerativne bolezni perifernih sklepov, izvensklepni revmatizem, lažje, kronične bolezni dihal, srca in ožilja, postoperativnih stanj gibal in center za multiplo sklerozo (eden najmodernejših v Evropi).

## Kontraindikacije
Posebnih kontraindikacij ni. Veljajo splošne kontraindikacije za topliško zdravljenje.

## Zdravljenje
Kopeli v zdravilni vodi (kopeli v bazenih in individualne-posamezne kopeli). Peloidne obloge. Fizikalna terapija. Termo terapije. Možnost dietalne prehrane. Fizioterapevtske storitve in masaže. Sodobno urejeni medicinski objekti, strokovni zdravniki in drugo osebje.

## Nastanitev
Možnost nastanitve v hotelih »Vesna in Mladika« in apartmajskem naselju Ocepkov gaj

## Rekreacija
Pokrit športni notranji bazen, ki je povezan z zunanjim. Temperatura v notranjem bazenu 31, v zunanjem pa 34 ºC, temperatura vode v wirlpoolih pa do 35 ºC. Nov »Vodni park Zora« z aktivnimi termalnimi vodnimi površinami. Temperatura vode v tem parku je od 28 do 30 ºC.
V ponudbi je še suha savna, namizni tenis, trim kabinet, kegljišče tenis. Po Topolšici so urejene pohodne poti od lažjih do težjih. Urejena tudi tematska pot "Za metulji na potep" po kateri se lahko sprehodite in ob sprehodu preberete najrazlične zanimivosti o metuljih na tematskih tablah ob poti.

## Izleti
Velenje, Mozirje, Logarska dolina, Golte, jama Pekel, Kavčnikova domačija v Zavodnjah, Spominska soba "Kapitulacija 1945" v Topolšici, Šoštanj, Stalne muzejske zbirke na velenjskem gradu, Muzej premogovništva, Grad in muzej Vrbovec v Nazarjih, Mozirski gaj – park cvetja, Jelenja farma v Vinski gori pri Velenju